# Lípy v Karolíně
Lípy v Karolíně jsou skupina státem chráněných lip, která se nachází v osadě Karolín, jež je součástí města Rájec-Jestřebí na Blanensku.
Lípy dorůstají výšky až 30 metrů a obvod kmene činí 3 až 4 metry. Některé z nich jsou poškozeny a jsou na nich instalovány stříšky, aby do nich nezatékalo. 